# Sunn O)))
Sunn O))) es una agrupación musical estadounidense de drone doom, fundada en 1998 por Stephen O´Malley y Greg Anderson en Seattle, Washington. Desde su formación, la banda ha recibido las colaboraciones de varios músicos tanto en estudio como en directo, aunque solamente O´Malley y Anderson son miembros oficiales. Entre las influencias de la banda destacan Earth y Melvins, y también bandas de black metal como Mayhem.

## Historia
Sunn O))) se formó oficialmente en 1998, pero los orígenes de la banda se remontan a 1991, cuando los dos fundadores de la banda, Stephen O'Malley y Greg Anderson, se conocieron en Seattle siendo estudiantes. Tras formar parte de varias bandas como Burning Witch, Thorr's Hammer y Goatsnake, ambos decidieron formar un proyecto musical para rendir tributo a la banda Earth. 
La banda edita la mayoría de su música a través de su propio sello, Southern Lord Records (fundado el mismo año que el grupo) a excepción de su segundo álbum ØØ Void fue distribuido por Rise Above Records, Hydra Head Records y Dirter Productions.
Al contrario de la mayoría de las bandas de drone doom y dark ambient, Sunn O))) ha disfrutado de un alto nivel de popularidad.[cita requerida]
La canción «Hunting & Gathering (Cydonia)» fue elegida por la web The Quietus como la canción más pesada de la historia.

### Sonido y estilo
El sonido de la banda es un doom metal extremadamente lento y pesado, usando guitarras zumbantes, frecuentemente afinadas en tonos muy bajos, acompañadas de feedback y otros efectos de sonido. Normalmente sus canciones carecen de percusión. El grupo, además, incorpora elementos de black metal, dark ambient, y noise. Durante los conciertos, los miembros usan capuchas negras e incorporan diversos efectos ambientales.

### Colaboraciones
- Sunn O))) colaboró con la banda japonesa Boris en el álbum Altar.
- Runhild Gammelsæter de la banda "Thorr's Hammer" contribuyó haciendo las voces en la canción "The Gates of Ballard", del disco White 1.
- G. Stuart Dahlquist de las bandas "Asva" y Burning Witch contribuyó para la grabación de The Grimmrobe Demos, ØØ Void, y la canción "FWTBT" en el álbum Flight of the Behemoth.
- Peter Stahl, vocalista de Goatsnake y la violinista Petra Haden contribuyeron en la grabación de ØØ Void.
- El artista japonés Merzbow trabajó con la banda en las canciones 'O)))Bow1' y 'O)))Bow2' de Flight of the Behemoth.
- Rex Ritter de las bandas "Jessamine" y "Fontanelle" ha colaborado en la producción de White1 & White2.
- Malefic de la banda Xasthur y John Wiese contribuyeron en la canción "Coma Mirror" del disco AngelComa.
- El grupo noruego Ulver produjo y contribuyó en la canción "CUT WOODeD" de WHITEbox.
- El músico y ocultista Julian Cope es quien recita en "My Wall"
- Attila Csihar mayormente conocido por su trabajo con Mayhem en el álbum De Mysteriis Dom Sathanas, ha hecho las voces para las canciones "Decay [The Symptoms of Kali Yuga]" y "Decay2 [Nihils' Maw]" del disco White2 . Recientemente, también ha actuado con la banda, además de contribuir para el Ep Oracle
- Thomas Nieuwenhuizen de la banda Beaver, God y Jesus and the Gospel Fuckers ha participado en Solistitium Fulminate, AngelComatocando el sintetizador, y es un frecuente miembro de la banda en vivo.
- El guitarrista Justin Broadrick, miembro fundador de la banda Napalm Death y Godflesh, y que actualmente forma parte de las bandas Final y Jesu, ha participado en vivo con Sunn O))), en su tour por el Reino Unido e Irlanda a finales de 2006, así como también en algunas fechas de 2007 en la Costa Este de Estados Unidos.
- Otras colaboración en vivo incluyen a Peter Rehberg, Kevin Drumm, Daniel O'Sullivan, Lasse Marhaug, Bill Herzog, Holy McGrail y Robin Fox.
- El músico americano-británico Scott Walker colaboró en el álbum del 2014, "Soused".

### Versiones
Sunn O))) ocasionalmente interpreta canciones de otras bandas como:
- "Rabbit's Revenge" del disco ØØ Void corresponde a una versión de la canción de The Melvins "Hung Bunny".
- "FWTBT" del álbum Flight of the Behemoth es una versión del clásico de Metallica "For Whom the Bell Tolls". Además el título completo de la canción es  "F.W.T.B.T (I Dream of Lars Ulrich Being Thrown Through the Bus Window instead of My Master Mystikall Kliff Burton)") en honor al fallecido bajista Cliff Burton.
- "Rule The Divine Mysteria Caelestis Mugivi" del álbum Cro-Monolithic Remixes for an Iron Age es una versión de la canción  de Earth "Teeth of Lion Rule the Divine".
- "Catch-22 (Surrender or Die)" del álbum Cro-Monolithic Remixes for an Iron Age es una versión al músico Merzbow.
- "Cursed Realms (of the Winterdemons)" del álbum Black One es una versión de la banda de black metal Immortal
- "Báthory Erzsébet" de Black One es una versión de "A Fine Day to Die" de la banda Bathory.
- "CandleGoat" del disco Black One contiene las letras de la canción "Freezing Moon" de Mayhem.

## Discografía
| - 2000: ØØ Void - 2002: Flight of the Behemoth - 2003: White1 - 2004: White2 - 2005: Black One - 2006: Altar (con Boris) - 2009: Monoliths & Dimensions - 2014: Soused (con Scott Walker) - 2015: Kannon - 2019: Life Metal - 2019: Pyroclasts - 2003: Veils it White - 2004: Cro-Monolithic Remixes for an Iron Age - 2005: Candlewolf of the Golden Chalice - 2007: Oracle | - 2004: Live Action Sampler - 1999: The Grimmrobe Demos - 2004: Live White - 2004: The Libations of Samhain - 2006: La Mort Noir dans Esch / Alzette - 2008: Dømkirke - 2009: (初心) Grimmrobes Live 101008 |